# Kansasamarant
Kansasamarant (Amaranthus rudis) är en amarantväxtart som beskrevs av J. D. Sauer. Enligt Catalogue of Life ingår Kansasamarant i släktet amaranter och familjen amarantväxter, men enligt Dyntaxa är tillhörigheten istället släktet amaranter och familjen amarantväxter. Arten förekommer tillfälligt i Sverige, men reproducerar sig inte. Inga underarter finns listade i Catalogue of Life.